# Corts de Barcelona (1519-1520)

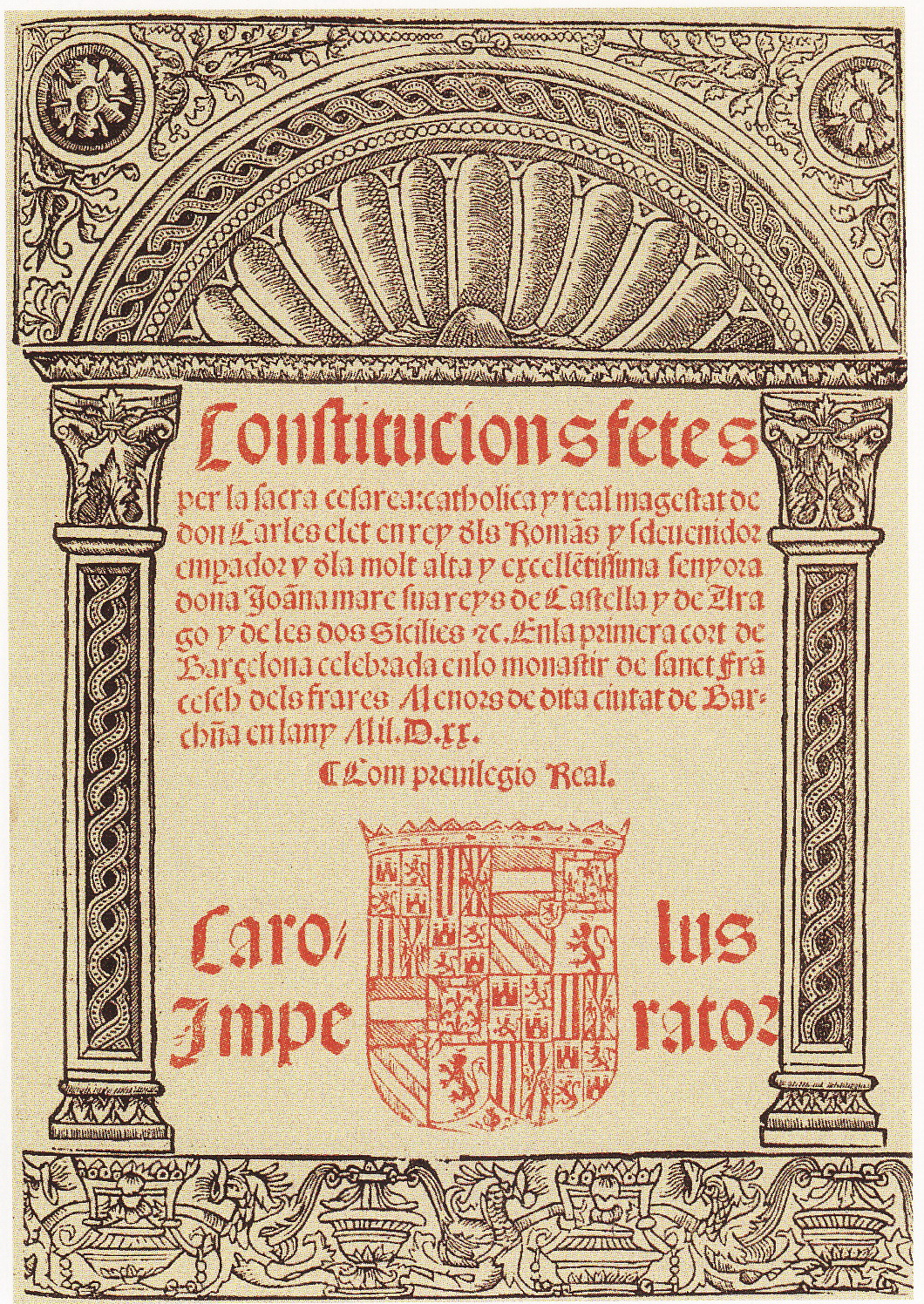
Constitucions de les Corts de 1520

Les Corts de Barcelona de 1519-1520 van ser presidides pel rei Carles I. Era President de la Generalitat Bernat de Corbera.
La convocatòria va ser polèmica, ja que el rei -acabat d'accedir al tron- volia començar les Corts i, posteriorment, jurar les constitucions. Els braços s'hi van negar i el 16 d'abril de 1519 acorden fer un nou jurament com a rei co-regent amb la seva mare Joana I de Castella, jurar les constitucions i convocar les Corts novament per al 12 de maig de 1519.
L'11 d'agost de 1519 s'inspeccionà la comptabilitat de la Generalitat i es detectaren irregularitats pel que fa als deutes dels oficials amb la institució, ni es complia el reglament aprovat a les Corts de Montsó (1512).
Es varen aprovar trenta-quatre constitucions, la majoria relatives a legislació jurídica i de funcionament de les institucions de justícia, i dinou capítols de cort que versaven sobre una exempció d'impostos per a Nàpols; es va reiterà el lliure comerç amb Orà, Algèria i altres estats en mans dels turcs; algunes mesures proteccionistes com la prohibició de treure bestiar de Catalunya, Rosselló i Cerdanya o que només els vassalls de la corona podien noliejar vaixells amb sal, espart, llana i blat; un seguit de canvis interns a la Generalitat per tal de tenir més control econòmic, entre els quals destaquen l'obligatorietat d'assistir a la seva oficina tots els dies laborables i que els oïdors tenien l'obligació d'auditar tots els comptes i demanar comptes als diputats sortints, durant el primer any de cada nou trienni.
Les Corts es clogueren el 23 de gener de 1520.